# Casa al carrer dels Mestres Villà, 19 (el Masnou)
La casa al carrer dels Mestres Villà, número 19 és un edifici del municipi del Masnou (Maresme) protegit com a bé cultural d'interès local.
Es tracta d'un habitatge entre mitgeres que consta de planta baixa i dos pisos. La façana presenta un ritme repetitiu marcat pels dos eixos verticals de les obertures i per la composició simètrica. A la planta baixa la porta d'accés és més gran en les obertures amb una composició simètrica, la porta d'accés més gran amb arc escarser com també les dues obertures dels pisos. L'últim pis i la coberta plana és segurament d'època posterior.